# ワレリー・ポドルジニー
ワレリー・ポドルジニー（ロシア語: Валерий Подлужный、1952年8月22日 - 2021年10月4日））は、ソビエト連邦の男子陸上競技選手。1980年モスクワオリンピックの銅メダリストである。ウクライナ共和国ドネツク出身。

## 経歴
ポドルジニーは、1970年代を代表するソ連のロングジャンパー。1970年に開催されたヨーロッパジュニア選手権では、走幅跳と三段跳の2種目を制覇。19歳の誕生日の直前に出場した1971年のヨーロッパ選手権の走幅跳では7m68で10位。20歳で初出場した1972年ミュンヘンオリンピックでは予選を7m91で通過したものの、決勝では7m72で9位に終わった。翌1973年のユニバーシアードでは、8m15の好記録で優勝している。
1974年のヨーロッパ選手権では、8m12で、ユーゴスラビアのネナド・ステキッチに7cmの差をつけ金メダルを獲得した。ポドルジニーの記録は追風参考であったが、セカンドベストは公認記録の8m10であり、文句のない優勝であった。ポドルジニーは、1973年、1974年の年間世界ランク1位となっている。
2大会連続のオリンピックとなる1976年モントリオールオリンピックでは、予選を7m90で4番目の記録で通過するも、決勝は、他の選手が1回目から8mを超えるジャンプを連発させる中、ポドルジニーは2回目の7m88がベスト記録に終わり、7位に終わった。2年後の1978年のヨーロッパ選手権は7m89で6位に終わるが、1979年のユニバーシアードでは8m16で2度目の優勝を飾る。
3大会連続のオリンピックとなった1980年モスクワオリンピックは、アメリカをはじめ西側の強豪国のいくつかが欠場する中、ポドルジニーは、決勝の4回目に8m18の自己ベストの跳躍を見せ、東ドイツのルッツ・ドンブロウスキー、フランク・パシェクに次いで銅メダルを手にした。

## 主な実績
| 年   | 大会                     | 場所                     | 種目   | 結果 | 記録 |
| ---- | ------------------------ | ------------------------ | ------ | ---- | ---- |
| 1972 | オリンピック             | ミュンヘン(西ドイツ)     | 走幅跳 | 9位  | 7m72 |
| 1973 | ユニバーシアード         | モスクワ(ソビエト連邦)   | 走幅跳 | 1位  | 8m15 |
| 1974 | ヨーロッパ陸上選手権     | ローマ(イタリア)         | 走幅跳 | 1位  | 8m12 |
| 1976 | ヨーロッパ室内陸上選手権 | ミュンヘン(西ドイツ)     | 走幅跳 | 2位  | 7m79 |
| 1976 | オリンピック             | モントリオール(カナダ)   | 走幅跳 | 7位  | 7m88 |
| 1978 | ヨーロッパ陸上選手権     | プラハ(チェコスロバキア) | 走幅跳 | 6位  | 7m89 |
| 1979 | ヨーロッパ室内陸上選手権 | ウィーン(オーストリア)   | 走幅跳 | 2位  | 7m86 |
| 1979 | ユニバーシアード         | メキシコシティ(メキシコ) | 走幅跳 | 1位  | 8m16 |
| 1980 | オリンピック             | モスクワ(ソビエト連邦)   | 走幅跳 | 3位  | 8m18 |